# ブラジリアン・チューリップウッド
ブラジリアン・チューリップウッド（学名：Dalbergia frutescens）は、南アメリカの大西洋岸沿いに分布する低木の種である。形態は変異しやすいが、たいていは木本性つる植物の状態をとる。
有名な話としては、ブラジルにしか分布しないブラジリアン・チューリップウッドの変種 Dalbergia frutescens var. tomentosaが、ある時点で、有名なチューリップウッド（tulipwood、ユリノキ材）を生じたという誤った思い込みが、事実だとされていたことである。